# Wawer
Wawer ist ein Stadtbezirk von Warschau, der im Südosten der Stadt liegt. Die Weichsel bildet die westliche Grenze des Stadtbezirks. Wawer wurde am 27. Oktober 2002 ein eigenständiger Stadtbezirk von Warschau, vorher gehörte es zum Stadtbezirk Praga Południe und davor war es eine eigenständige Gemeinde.
Wawer grenzt im Norden an Praga Południe und Rembertów, an Wesoła im Osten und Wilanów im Westen, jenseits der Weichsel. Wawer ist flächenmäßig der größte der Stadtbezirke Warschaus.
Hier befand sich das Fort Wawer. Am 27. Dezember 1939 verübte die deutsche Ordnungspolizei in Wawer das Massaker von Wawer.